# Шваб Іван Миколайович
Іва́н Микола́йович Шва́б (1989—2023) — український військовослужбовець, учасник російсько-української війни. Нагороджений орденами «За мужність» I та II ступеня.

## Життєпис
Народився 3 червня 1989 року в селі Шоломки, Житомирської області. Навчався в Шоломківській школі.
Працював електрозварювальником у м. Овруч.
З 3 серпня 2019 року брав участь у бойових діях у зоні ООС.
Загинув 26 лютого 2023 року в районі міста Вугледар Донецької області.

## Нагороди
- Орден «За мужність» I ступеня[3].
- Орден «За мужність» II ступеня[4].